# Vaux-lès-Mouron
Vaux-lès-Mouron är en kommun i departementet Ardennes i regionen Grand Est (tidigare regionen Champagne-Ardenne) i nordöstra Frankrike. Kommunen ligger  i kantonen Monthois som ligger i arrondissementet Vouziers. År 2022 hade Vaux-lès-Mouron 78 invånare.

## Befolkningsutveckling
Antalet invånare i kommunen Vaux-lès-Mouron
Referens: INSEE